# TI-73
De TI-73 is een grafische rekenmachine geproduceerd door Texas Instruments vanaf 1998.
De TI-73 is eenvoudiger dan de veelgebruikte TI-83. De knoppen zijn eenvoudiger doordat er minder extra functies per knop zijn. Verder zitten in in de diverse menu's ook minder opties.
In 2003 verscheen de TI-73 Explorer, een verbeterde versie met meer opslaggeheugen.
De machine is ingevoerd in 2006 en was in Nederland bedoeld voor het vmbo. In 2006 en 2007 zijn er enkele onderzoeken geweest naar het gebruik van de TI-73 in het VMBO. Hieruit bleek dat deze rekenmachine in Nederland weinig gebruikt wordt in het onderwijs.